# سيباستيانو أرمان
سيباستيانو أرمان (بالإيطالية: Sebastiano Arman)‏ هو لاعب كرلنغ إيطالي، ولد في 17 يناير 1997.

## وصلات خارجية
- سيباستيانو أرمان على موقع الاتحاد الدولي للكرلنغ (الإنجليزية)
- سيباستيانو أرمان على موقع اللجنة الأولمبية الدولية (الإنجليزية)
- سيباستيانو أرمان على موقع أوليمبيديا (الإنجليزية)